# Пінкасова синагога
Пінкасова синагога (чеськ. Pinkasova synagoga) — колишня синагога та один з об'єктів Єврейського музею у Празі.
На стінах Пінкасової синагоги, яку у 30-роках 16 століття збудував Арон Мешулам Горжовський є написані імена чеських та моравських євреїв, жертв нацистського геноциду з 1939-1945 років. Синагога, у якій століттями звучали молитви празьких євреїв стала пам'ятником майже 80 000 невинних чоловіків, жінок та дітей, які ніде не мають своєї могили і мали лишитися забутими. Водночас нагадує 153 єврейських громад у Чехії та Моравії, які зникли під час війни та інші місця, де євреї жили перед війною.